# Fornace Perale
La fornace Perale è una fornace non più in attività che aveva al centro della sua produzione i laterizi.
Si trova in comune di Venezia, all'inizio della riviera del Brenta, in località Ca' Sabbioni.

## Storia
La fornace nasce nel 1867 col nome di fornace Scarpa, per poi prendere il nome di fornace Genovese e infine di fornace Perale. Fu ricostruita nel 1938 sul modello del forno Hoffmann per poi essere ampliata nel 1959.
Venne rasa al suolo da un incendio nel 1967, poco dopo aver cessato la sua attività. La ciminiera attuale risale al 1928, anno in cui fu ricostruita dopo che una forte perturbazione l'aveva demolita. Venne sopraelevata con l'ampliamento del 1959.
La fornace cessò la produzione a metà anni '60, quando la nascita di impianti industriali producenti laterizi rese la sua produzione insufficiente a competere nel mercato.

## Produzione
La fornace era uno dei pochi luoghi di produzione semiindustriale della zona, che era assai meno sviluppata rispetto al vicino comune di Dolo e alla città di Venezia.
Il sito era totalmente autonomo, in quanto conteneva officine di elettricisti, idraulici e una falegnameria, che fungevano da supporto alla fabbrica e che affiancavano la sede amministrativa, anche questa presente nel luogo.
I forni attivi erano 16 fino all'ampliamento del 1959, quando diventarono 20.
Il modello della fornace si basava, come scritto in precedenza, sul forno Hoffmann, la ciminiera apparteneva alla tipologia definita "canna con fodera".
La materia prima era principalmente l'argilla, che veniva prelevata con l'ausilio di escavatori dai terreni adiacenti alla fornace e trasportata con dei camion. La fornace ebbe il suo periodo lavorativo più prolifico negli anni '50, periodo in cui vi fu addirittura sovrapproduzione. Il materiale veniva cotto nei forni per poi essere asciugato sotto a delle tettoie protette da arelle. La forma veniva data alle tegole tramite appositi macchinari.
L'acqua necessaria ai processi di lavorazione veniva prelevata dal canale Mirano, adiacente alla Fornace.
La tipologia produttiva era quella della catena di montaggio.

## Condizioni di Lavoro
La manovalanza comprendeva all'incirca 50 operai nel periodo di massima produzione, risalente al secondo dopoguerra italiano. I giorni lavorativi erano divisi in turni di 8 ore che cominciavano alle 6.00 e alle 14.00. Vi era la presenza di lavoro minorile. Spesso non erano garantiti contratti regolari. Le condizioni di lavoro migliorarono negli anni '50 col D.P.R. 547 e con quello del 1956, riguardanti rispettivamente la sicurezza e l'igiene.